# Skrzydło (lotnictwo)
Skrzydło samolotu (płat nośny) – zespół płatowca, jeden z głównych elementów konstrukcyjnych stałopłatów (samolotów, szybowców) służący do wytwarzania siły nośnej. W przekroju skrzydło ma kształt profilu lotniczego. Na krawędzi skrzydła umieszczone są lotki i często urządzenia do zwiększenia siły nośnej (sloty, klapy). Skrzydło tworzy często zespół konstrukcyjny w skład którego mogą wchodzić gondole silnikowe, podwozie, zbiorniki paliwa oraz pomieszczenia na ładunek użytkowy.
W zależności od posiadania lub braku zewnętrznych elementów wzmacniających skrzydła można podzielić na:
- podparte (zwane zastrzałowymi),
- wolnonośne (pozbawione wzmocnień zewnętrznych).

Skrzydła są połączone z kadłubem okuciami nośnymi. W dwupłatach skrzydła są połączone ze sobą stójkami i usztywnione taśmami lub cięgnami.
Skrzydła (podobnie, jak inne części płatowca) mogą być drewniane, metalowe, kompozytowe lub o konstrukcji mieszanej.
Skrzydła używane są też w niektórych pojazdach poruszających się w wodzie (np. wodoloty, okręty podwodne). Z uwagi na większe siły działające na skrzydło w wodzie, mogą być one znacznie mniejsze.

## Parametry wpływające na własności skrzydła
| Parametr                      | Oznaczenie                     | Zwiększenie parametru | Zwiększenie parametru | Rząd wielkości                                                  |
| Parametr                      | Oznaczenie                     | zalety | wady | Rząd wielkości                                                  |
| Obciążenie powierzchni nośnej | {\displaystyle {\frac {Q}{S}}} | • wzrost prędkości maksymalnej • zmniejszenie obciążeń w burzliwej atmosferze                                                             | • wzrost masy jednostkowej konstrukcji skrzydła • wzrost prędkości lądowania • zmniejszenie pułapu • większa utrata wysokości po przeciągnięciu                                                                                | • 586–5860 N/m² • samoloty doświadczalne 9800 N/m²              |
| Wydłużenie                    | {\displaystyle \lambda }       | • zmniejszenie oporu indukowanego • zwiększenie pułapu i zasięgu                                                                          | • wzrost momentu gnącego i masy skrzydła • pogorszenie zwrotności • zmniejszenie {\displaystyle Ma_{kr}} i wzrost {\displaystyle C_{x}} przy {\displaystyle Ma>Ma_{kr}}                                                        | • w myśliwcach 3–5 • w bombowcach 6–9 • w komunikacyjnych do 12 |
| Zbieżność>                    | {\displaystyle \eta }          | • zmniejszenie momentu gnącego • zmniejszenie masy skrzydła • bardziej równomierny rozkład kryzysu falowego                               | • wzrost tendencji do oderwania strug na końcach skrzydła • pogorszenie sterowności poprzecznej | 1,5–3,5                                                         |
| Kąt skosu                     | {\displaystyle \chi }          | • wzrost {\displaystyle Ma_{kr}} • wzrost stateczności poprzecznej • złagodzenie przyrostu oporu falowego przy {\displaystyle Ma>Ma_{kr}} | • wzrost masy skrzydła • wzrost tendencji do oderwania: przy {\displaystyle \chi >0} na końcach przy {\displaystyle \chi <0} u nasady skrzydła • zmniejszenie {\displaystyle C_{zmax}} • zmniejszenie doskonałości maksymalnej | 35–60°                                                          |
| Kąt wzniosu                   | {\displaystyle \Psi }          | • wzrost stateczności poprzecznej | • pogorszenie sterowności poprzecznej | bez skosu 0–6°                                                  |